# 中山街道 (双鸭山市)
中山街道，是中华人民共和国黑龙江省双鸭山市岭东区下辖的一个乡镇级行政单位。

## 行政区划
中山街道下辖以下地区：
东明社区、中山社区、森铁社区和通达社区。